# USA-304
USA-304 (znany również jako GPS-III SV03 lub Navstar 79) – amerykański satelita nawigacyjny wchodzący w skład systemu Global Positioning System, będąc jednocześnie trzecim satelitom z serii GPS Block III, który został wystrzelony.

## Satelita
USA-304 został zamówiony przez Siły Powietrzne Stanów Zjednoczonych w 2008 roku, a jego start odbył się w 2020. Satelita została zbudowana na bazie platformy satelitarnej Lockheed Martin A2100, ważącej 4311 kilogramów.

## Przebieg misji
Satelita USA-304 został wystrzelony przez rakietę nośną Falcon 9 należącą do amerykańskiej firmy SpaceX w dniu 30 czerwca 2020 roku o godzinie 20:10 czasu UTC. Wystrzelenie odbyło się ze stanowiska SLC-40 znajdującego się w obrębie bazy Sił Kosmicznych Stanów Zjednoczonych na Przylądku Canaveral. Około osiem minut po starcie booster rakietowy rakiety Falcon 9 pomyślnie wrócił na Ziemię, lądując na bezzałogowej barce.